# Pozos de Caudé
Els Pozos de Caudé són una fossa comuna situada en un indret desèrtic del terme municipal de Concud (Província de Terol), en el km.126 de la carretera N-234 de Sagunto a Burgos, on s'han comptabilitzat fins a cinc fosses de la Guerra Civil, essent un dels conjunts més grans d'Espanya.
Originàriament aquest espai havia estat ocupat per una antiga venta, coneguda com «la venta del Paco», ara desapareguda, que tenia un pou artesià de 87 metres de profunditat per dos de diàmetre i un altre, més petit, a una distància de 500 metres. El Juliol de 1936, quan el Cop d'Estat del General Franco va triomfar a l'Aragó, només Terol, Barbastro i Jaca van mostrar una petita resistència que va ser ràpidament sufocada. Des de primers d'agost de 1936 fins a finals de 1937, els sublevats van desencadenar una violenta repressió, amb execucions massives d'alcaldes, sindicalistes, mestres, líders de partits, jornalers i qualsevol sospitós de simpatitzar amb les esquerres. Bona part dels cadàvers van ser llençats als pous, amb la intenció per fer-los desaparèixer sense deixar rastre; també altres persones, afusellades en diversos pobles de la comarca, van ser traslladades i enterrades en aquell paratge solitari.
A finals de la dècada de 1970, en plena Transició, per iniciativa de la UGT de Terol, amb la contribució de familiars, afiliats i simpatitzants, i amb el treball d'obrers voluntaris, es va erigir un monòlit al costat del pou on es pot llegir: «Aquí yacen 1005 fusilados en 1936 por la dictadura. Vuestras familias y amigos os rinden honores. Os tendremos siempre en el corazón, jamás en el olvido. ¡ Viva la libertad! ¡Abajo las dictaduras!» Més tard la CNT va fer construir un monument propi, a prop de l'altre, on cada Primer de maig es ret homenatge a les víctimes També organitzen una visita a aquest espai de memòria el Primer de maig els sindicats UGT i CCOO. El 2004 va quedar registrada oficialment l'associació Pozos de Caudé, constituïda per familiars i membres de sindicats i partits polítics. La idea inicial era crear una fundació per dignificar les víctimes del franquisme també en altres llocs de la província, però els costos econòmics per a l'establiment d'una fundació van fer que el projecte es reconvertís en la creació d'un associació. El 2018 va ser inaugurada en aquell espai, al costat del monòlit i el columbari, una gran escultura de sis metres d'alçada de l'artista Remedios Clérigues, en honor a les dones assassinades durant la Guerra Civil.
El 2022 la directora general de cultura Marisancho Menjón va anunciar la propera denominació dels Pozos de Caudé com a "Lloc de memòria democràtica d'Aragó".